# 第二套輕油裂解廠
第二輕油裂解工廠簡稱二輕，與一輕同樣座落於高雄市楠梓區的高雄煉油廠，廠區完工於1975年，為台灣首座較規模的新型石化工業廠。台灣雖本身沒有產油能力，但經由該工廠設立，不但可經由進口原油產生台灣所需柴汽油，並藉以製作紡織所用原料等，成為台灣工業化指標。
與1965年臺灣自行成立的第一座輕油裂解廠不同，二輕的煉油規模超出甚多。由美國史東韋伯斯特公司（Stone & Webster）等相關產業協助興建的二輕，充足因應了臺灣下游廠商所需的石化原料需求，其廠區投資金額也是台灣當時有史以來投資最大的石化相關產業。
二輕除了生產乙烯，也供應丙烯與丁二烯，其規模與設計範例也於後來台灣相關石化工廠所遵循。1994年，因新型較具環保概念的石化工廠陸續完工，連戰內閣以環保為由，讓第二輕油裂解工廠提前退休。